# A Dustland Fairytale
«A Dustland Fairytale» es una canción de la banda estadounidense de rock The Killers. La canción es sobre los padres del líder de la banda, Brandon Flowers.
El 11 de mayo de 2009 tocaron esta canción en Late Show with David Letterman con una orquesta.
La canción también fue cantada con una orquesta en Live From Abbey Road.

## Lanzamiento
En Estados Unidos, la canción fue lanzada como el cuarto sencillo del tercer álbum de la banda, Day & Age. En Reino Unido, Europa y Australia, el tercer sencillo lanzado fue The World We Live In.
Fue el cuarto single de Day & Age en el Reino Unido y fue lanzado el 10 de agosto de 2009.

## Posicionamiento en listas
| Lista (2009)                        | Mejor posición |
| ----------------------------------- | -------------- |
| Estados Unidos (Modern Rock Tracks) | 36             |
| Reino Unido (UK Singles Chart)      | 137            |

## Fechas de lanzamiento
| Región       | Fecha                   | Formato              | Discográfica    |
| ------------ | ----------------------- | -------------------- | --------------- |
| Mundial      | 23 de noviembre de 2008 | Descarga Digital     | Island Records  |
| Norteamérica | 9 de junio de 2009      | Descarga en vídeo    | Island Def Jam  |
| Reino Unido  | 9 de agosto de 2009     | EP Digital           | Mercury Records |
| Reino Unido  | 10 de agosto de 2009    | Vinilo de 7 pulgadas | Mercury Records |